# Anupam Kher
Anupam Kher (Hindi: अनुपम खेर, Shimla (India), 7 de marzo de 1955) es un actor indio. Ha actuado en más de 200 filmes de Bollywood y en varias películas inglesas.

## Biografía

### Carrera
Kher debutó como actor en la película Aagman, en 1983. Al año siguiente, participó en Saaransh, donde interpretó a una persona jubilada que ha perdido a su hijo. También fue prestentador de varios programas de televisión, como Say Na Something To Anupam Uncle y Sawaal Dus Crore Ka. Kher generalmente actúa en roles cómicos, pero también ha actuado como villano, como en Karma, donde interpretó a un terrorista llamado Dr. Dang. Kher fue alabado por su actuación en el filme de 1989 Daddy, la cual fue considerada una de sus mejores representaciones y por la que recibió el Premio Filmware al mejor actor.
Kher realizó su debut como director con Om Jai Jagadish, filme que también produjo. Kher produjo y protagonizó el filme de 2005 Maine Gandhi Ko Nahin Mara y su actuación le valió el Premio al Mejor Actor en el KaraFilm Festival.
Kher es conocido internacionalmente por sus actuaciones en las películas Bend It Like Beckham, Bodas y prejuicios y The Mistress of Spices, así como por su aparición en el exitosa serie de televisión ER.
También ocupó el puesto de presidente de la Central Board of Film Certification, siendo reemplazado por Sharmila Tagore recientemente. Kher es egresado de la National School of Drama (NSD), donde obtuvo su bachillerato en 1978 y ejerció como director de la institución entre 2001 y 2004.
En 2007, Kher, junto con su excompañero de NSD, Satish Kaushik, inició una compañía de producción llamada Karol Bagh Productions. Su primera película, Tere Sang, fue dirigida por Kaushik.

## Vida personal
Kher está casado en segundas nupcias con Kirron Kher. Kirron tuvo un hijo en su primer matrimonio, Sikander Kher, quien también es un actor y ha aparecido en el debut como director de Anupam Om Jai Jagadish y en Maine Gandhi Ko Nahin Mara, así como en varios programas de televisión.

## Filmografía
- New Amsterdam (2018-2021)
- Hotel Mumbai (2018)[1]
- Sense8 (2015 - 2018)
- Dirty Politics (2015)
- Roy (2015)
- Sharafat Gayi Tel Lene (2015)
- Baby (2015)
- Prem Ratan Dhan Payo (2015)
- The Shaukeens (2014)
- Super Nani (2014)
- Happy New Year (2014)
- Ekkees Toppon Ki Salaami (2014)
- Daawat-e-Ishq (2014)
- Singham Returns (2014)
- Shongram (2014)
- Main Tera Hero (2014)
- Gang of Ghosts (2014)
- Welcome Back Gandhi (2014)
- Yamla Pagla Deewana 2 (2013)
- Gori Tere Pyaar Mein (2013)
- Chashme Baddoor (2013)
- Special 26 (2013)
- Mai (2013)
- Winds of Change (2012)
- Jab Tak Hai Jaan (2012)
- Mr. Bhatti on Chutti (2012)
- Kyaa Super Kool Hain Hum (2012)
- Silver Linings Playbook (2012)
- Chaar Din Ki Chandni (2012)
- Desi Boyz (2011)
- Mausam (2011)
- Pranayam (2011)
- Yeh Faasley (2011)
- Chatur Singh Two Star (2011)
- Naughty @ 40 (2011)
- Pyaar Impossible (2011)
- Allah Ke Banday (2010)
- Conocerás al hombre de tus sueños (2010)
- Striker (2010)
- Victory (2009)
- Wake Up Sid (2009)
- Yeh Mera India (2009)
- Dil Bole Hadippa! (2009)
- Sankat City (2009)
- Chatur Singh Two Star (2009)
- Tera Mera Ki Rishta (2009)
- Morning Walk (2009)
- God Tussi Great Ho (2008)
- Meerabai Not Out (2008)
- Zamaanat (2008)
- De Taali (2008)
- Tahaan (2008)
- El miércoles (2008)
- C Kkompany (2008)
- Striker (2008)
- The Other End of the Line (2008)
- Bhopal Movie (2008)
- Jaane Bhi Do Yaaron (2007)
- Lust, Caution (2007)
- Victoria No. 203 (2007)
- Laaga Chunari Mein Daag (2007)
- Shakalaka Boom Boom (2007)
- Apna Sapna Money Money (2006)
- Vivah (2006)
- Jaan-E-Mann (2006)
- Khosla Ka Ghosla (2006)
- Chup Chup Ke (2006)
- Shaadi Se Pehle (2006)
- Rang De Basanti (2006)
- Sarkar (2005)
- Paheli (2005)
- Main Aisa Hi Hoon (2005)
- The Mistress of Spices (2005)
- Maine Gandhi Ko Nahin Mara (2005)
- Kyaa Kool Hai Hum (2005)
- Veer-Zaara (2004)
- Bodas y prejuicios (2004)
- Bend It Like Beckham (2002)
- Refugee (2000)
- Kaho Naa... Pyaar Hai (2000)
- Kya Kehna (2000)
- Mohabbatein (2000)
- Kuch Kuch Hota Hai (1998)
- Gudgudee (1997)
- Chaahat (1996)
- Papa Kehte Hain (1995)
- Dilwale Dulhania Le Jayenge (1995)
- Hum Aapke Hain Kaun...! (1994)
- 1942: A Love Story (1993)
- Shola aur Shabnam (1992)
- Zindagi Ek Jua (1992)
- Dil Hai Ke Manta Nahin (1991)
- Hum (1991)
- Lamhe (1991)
- Saudagar (1991)
- Dil (1990)
- ChaalBaaz (1989)
- Chandni (1989)
- Daddy (1989)
- Parinda (1989)
- Ram Lakhan (1989)
- Tridev (1989)
- Tezaab (1988)
- Zakhmi Aurat (1988)
- Karma (1986)
- Arjun (1985)
- Utsav (1984)
- Saaransh (1984)
- Apmaan (1982)